# Pyrrhogyra
Pyrrhogyra är ett släkte av fjärilar. Pyrrhogyra ingår i familjen praktfjärilar.

## Bildgalleri

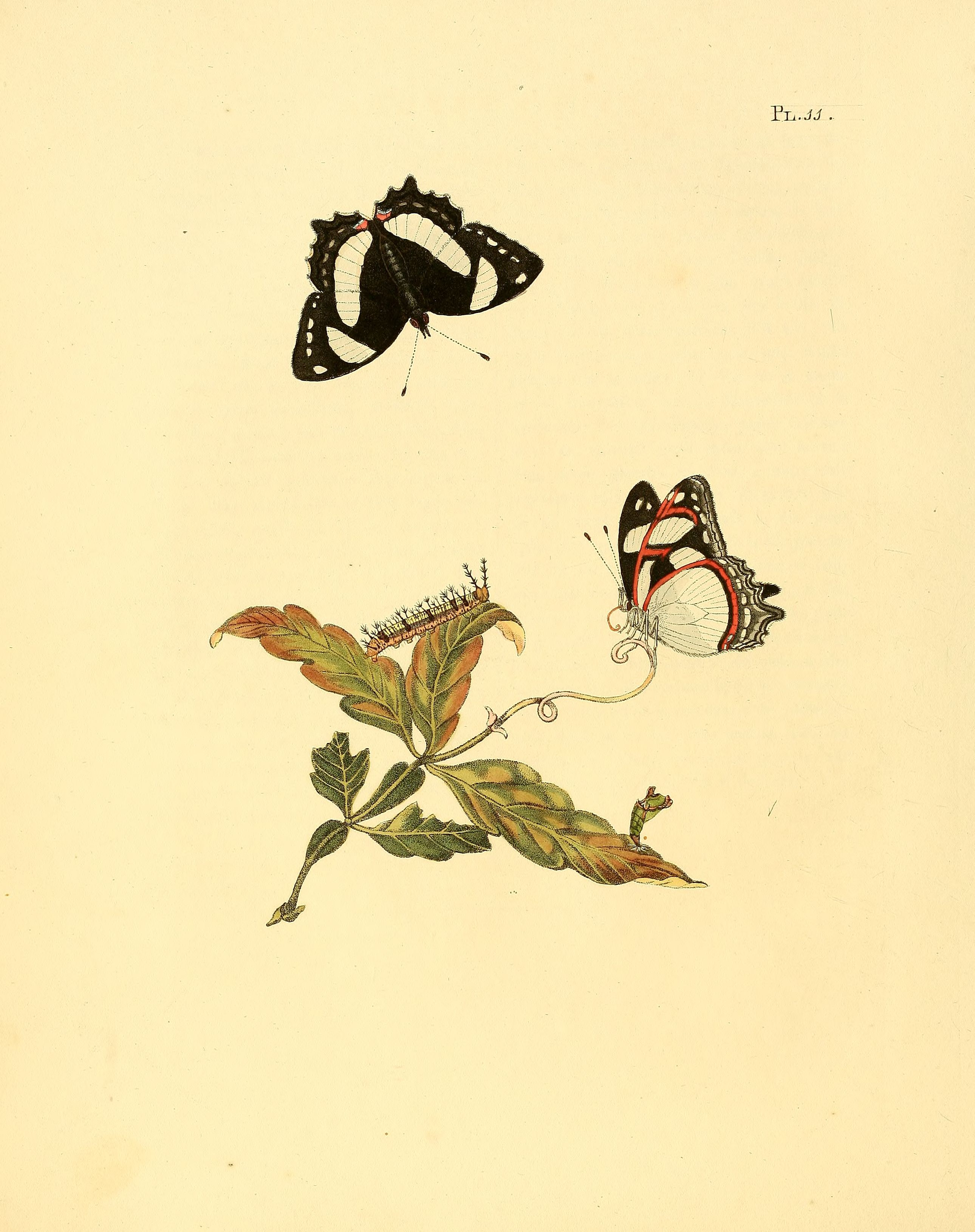

## Dottertaxa tillPyrrhogyra, i alfabetisk ordning[1]
- Pyrrhogyra aenaria
- Pyrrhogyra amphiro
- Pyrrhogyra anthelea
- Pyrrhogyra arge
- Pyrrhogyra argina
- Pyrrhogyra athene
- Pyrrhogyra catharina
- Pyrrhogyra crameri
- Pyrrhogyra cuparina
- Pyrrhogyra daguana
- Pyrrhogyra docella
- Pyrrhogyra edocla
- Pyrrhogyra hagnodorus
- Pyrrhogyra hypsenor
- Pyrrhogyra irenaea
- Pyrrhogyra juani
- Pyrrhogyra kheili
- Pyrrhogyra lysanias
- Pyrrhogyra maculata
- Pyrrhogyra melanotica
- Pyrrhogyra nasica
- Pyrrhogyra nautaca
- Pyrrhogyra neaerea
- Pyrrhogyra neis
- Pyrrhogyra olivenca
- Pyrrhogyra ollius
- Pyrrhogyra ophni
- Pyrrhogyra otolais
- Pyrrhogyra reducta
- Pyrrhogyra seitzi
- Pyrrhogyra stratonicus
- Pyrrhogyra susarion
- Pyrrhogyra tiphus
- Pyrrhogyra toppini
- Pyrrhogyra typhoeus
- Pyrrhogyra undine